# Arend Lijphart
Arend d'Angremond Lijphart (* 17. srpna 1936, Apeldoorn, Nizozemsko) je politolog zaměřující se na komparativní politologii, volby a volební systémy, demokratické instituce a studium etnik.

## Osobní a profesní život
V roce 1963 získal doktorát z politologie na Yale University (Ph.D.). V současnosti působí jako emeritní profesor na University of California v San Diegu. Většinu svého profesního života strávil ve Spojených státech, kde získal také americké občanství, přičemž si podržel i nizozemské.
Zaměřuje se na konsociační model demokracie, na způsoby segmentace společnosti a participace na moci vedoucí k udržení demokratického řádu. Tento koncept rozvinul ve své práci The Politics of Accommodation, kde se zaměřil na politický systém Nizozemska, který je příkladem konsociativismu.
V pozdějším období také popisoval rozdíly mezi majoritní a konsenzuální demokracií. Je obhájcem konsociačního modelu a domnívá se, že konsenzuální model je vhodný pro jakoukoli společnost. Na rozdíl od majoritních demokracií se konsenzuální model vyznačuje multipartismem, parlamentarismem s existencí vládní koalice (kabinet nesestaví jediná strana), proporčním volebním systémem, korporativistickou strukturou zájmových skupin, bikameralismem, rigidní formou ústavy a nezávislou centrální bankou.
V knize Patterns of Democracy (1999) klasifikuje třicet šest demokracií, které jsou příklady takového konsenzuálního modelu.
Také významně zasáhl do metodologické debaty v rámci komparativní politologie, zejména článkem Comparative politics and the comparative method z roku 1971, publikovaném v American Political Science Review.
Volební systém má podle něj zásadní vliv na kvalitu demokracie. Za důležité faktory volebního systému považuje volební formuli, velikost volebního obvodu, volební práh a velikost voleného zastupitelského sboru.

## Ocenění
V roce 1989 byl zvolen za člena Americké akademie umění a věd, v letech 1995–1996 byl předsedou Americké politologické společnosti a v roce 1997 získal prestižní cenu Johana Skytta za politologii.

## Dílo
- The Trauma of Decolonization: The Dutch & West New Guinea. New Haven: Yale University Press, 1966.
- The Politics of Accommodation. Pluralism and Democracy in the Netherlands, Berkeley: University of California Press, 1968.
- Democracy in Plural Societies: A Comparative Exploration. New Haven: Yale University Press, 1977. ISBN 0-300-02494-0.
- Democracies: Patterns of Majoritarian & Consensus Government in Twenty-one Countries. New Haven: Yale University Press, 1984. ISBN 0-300-03182-3.
- Power-Sharing in South Africa. Berkeley: Institute of International Studies, University of California, 1985. ISBN 0-87725-524-5.
- Grofman, Bernard, and Lijphart, Arend (eds.). Electoral Laws & Their Political Consequences. New York: Agathon Press, 1986. ISBN 0-87586-074-5.
- Electoral Systems and Party Systems: A Study of Twenty-Seven Democracies, 1945-1990. Oxford: Oxford University Press, 1994. ISBN 0-19-828054-8.
- Lijphart, Arend, and Waisman, Carlos H. (eds.). Institutional Design in New Democracies. Boulder: Westview, 1996. ISBN 0-8133-2109-3.
- Patterns of Democracy: Government Forms & Performance in Thirty-six Countries Archivováno 28. 9. 2009 na Wayback Machine.. New Haven: Yale University Press, 1999. ISBN 0-300-07893-5
- Grofman, Bernard and Lijphart, Arend (eds.). The Evolution of Electoral & Party Systems in the Nordic Countries. New York: Agathon Press. ISBN 0-87586-138-5.